# Per Lindström
Per Lindström (* 9. April 1936; † 21. August 2009 in Göteborg) war ein schwedischer Logiker. Er ist der Namensgeber für die Sätze von Lindström, welche die Prädikatenlogik erster Stufe gegenüber allen anderen logischen Systemen auszeichnen.
Lindström lehrte an der Philosophischen Fakultät der Universität Göteborg, zunächst als Dozent, ab 1991 als Professor der Logik. 2001 ging er in den Ruhestand.

## Veröffentlichungen (Auswahl)
- Some results in the theory of models of first order languages. Göteborg 1966.
- Omitting uncountable types and extensions of elementary logic. Dep. of philosophy (Inst. for filosofi), Univ., Göteborg 1978.
- On faithful interpretability. Inst. for filosofi, Göteborgs univ., Göteborg 1980.
- Aspects of incompleteness. Springer, Berlin 1997, ISBN 3-540-63213-1.